# Santa Rita de Minas (ort)
Santa Rita de Minas är en ort i Brasilien.   Den ligger i kommunen Santa Rita de Minas och delstaten Minas Gerais, i den sydöstra delen av landet, 800 km sydost om huvudstaden Brasília. Santa Rita de Minas ligger 640 meter över havet och antalet invånare är 6 552.
Terrängen runt Santa Rita de Minas är huvudsakligen kuperad, men österut är den platt. Santa Rita de Minas ligger nere i en dal. Närmaste större samhälle är Caratinga, 9,4 km norr om Santa Rita de Minas.
Omgivningarna runt Santa Rita de Minas är en mosaik av jordbruksmark och naturlig växtlighet. Runt Santa Rita de Minas är det ganska tätbefolkat, med 56 invånare per kvadratkilometer.